# Rodion Romanovič Raskol'nikov
Rodiòn Romànovič Raskòl'nikov (in russo: Родион Романович Раскольников, scritto Родіонъ Романовичъ Раскольниковъ nella grafia prima della riforma ortografica, pronuncia /rədʲɪˈon rɐˈmanəvʲɪtɕ rɐˈskolʲnʲɪkəf/) è un personaggio letterario, protagonista del romanzo Delitto e castigo di Fëdor Dostoevskij. Il nome Raskol'nikov deriva dal russo raskolnik che significa "scismatico" (per tradizione riferito a un seguace dei Vecchi credenti).

## Caratteristiche
Viene riferito che ha 23 anni, che è uno studente fuori sede di legge che ha abbandonato gli studi per ristrettezze economiche e trascina la sua vita in estrema povertà in un minuscolo appartamento nei bassifondi di San Pietroburgo. Non viene riferita alcuna informazione riguardo all'origine della famiglia, ma, grazie ad alcuni particolari, si potrebbe attribuirle origini di aristocrazia rurale, in momentanea e forte decadenza economica che porta nel corso della trama alla possibilità di un matrimonio di interessi della sorella, Dunja, in sacrificio al fratello Rodja.
È spesso preso da manifestazioni psicosomatiche (come svenimenti, sonno prolungato...) aggravate dalla malnutrizione e dallo stato neurologico, come attacchi di panico e deliri, alternate a momenti di calma apparente. Questa sua condizione è dovuta all'odio interiore, e sarà proprio ciò che rappresenterà uno dei grandi punti di forza del romanzo.
Il cognome Raskòl'nikov è simbolico in quanto in russo raskolet significa "scissione": nel personaggio, infatti, si produce una dissociazione della coscienza. Egli vive un conflitto lacerante tra un desiderio inconscio di farsi scoprire e la paura del castigo. Senso di colpa ed ansia di espiazione sono sempre presenti in Raskòl'nikov.

## Ruolo nella storia
Nel libro Raskòl'nikov commette un duplice omicidio, quello di un'avida e vecchia usuraia, di nome Alëna Ivànovna, al fine di usare i soldi per una buona causa, e quello casuale della sorella più giovane, Lizaveta Ivànovna, sfortunatamente presente sulla scena del delitto appena compiuto. Ciò che ha rubato a casa dell'usuraia lo nasconde in seguito sotto una roccia.
Raskòl'nikov viene sopraffatto da una cupa angoscia, causata da rimorsi, pentimenti, tormenti intellettuali e soprattutto dalla tremenda condizione di solitudine in cui l'ha gettato il segreto del delitto, e presto subentra nel suo animo anche la paura di essere scoperto; troppo gravoso per lui è sostenere il peso dell'atto scellerato, che credeva di potere ben sopportare sulla coscienza.
L'inaspettato incontro con Sonja, un'anima casta e pervasa di una fede sincera e profonda ma costretta a prostituirsi per mantenere la madre tisica e i fratelli, sarà essenziale per il giovane: infatti la giovane lo induce a costituirsi e ad accettare la pena. Ma la vera espiazione della pena avverrà per l'amore di Sonja, che lo seguirà anche in Siberia.

## Analisi del personaggio
Raskòl'nikov rappresenta la mente umana che è dilaniata dall'istinto e che si estranea dalla ragione (così come in altri personaggi quali Nikolaj Stavrogin e Kirillov ne I demoni, Smèrdiakov nei I Fratelli Karamazov, il principe Lev Myškin ne L'idiota, l'uomo del sottosuolo). Nel personaggio viene evidenziato il rifiuto dello stato delle cose, della società e delle regole vigenti, l'opposizione a tutti gli altri, che sono la maggioranza. Da ciò sorge una domanda: quindi qual è veramente il bene e quale il male? Da questa domanda matura il concetto di "grande uomo" (spesso assimilato alla teoria di Oltreuomo di Friedrich Nietzsche). Raskòl'nikov matura la convinzione che l'umanità sia divisa in due categorie: quella "ordinaria", costituita dalla netta maggioranza, e quella straordinaria, ristretta a casi eccezionali, e di quest'ultima prende come esempio Napoleone Bonaparte, il quale è riuscito a oltrepassare le leggi morali alle quali la gente ordinaria deve sottostare: infatti, tale personaggio ha portato grandi benefici all'umanità, anche se attraverso guerre e tantissimi morti.
Raskòl'nikov commette l'omicidio della vecchia usuraia credendo di appartenere alla categoria "straordinaria", concludendone perciò la liceità dell'assassinio, ma scoprirà ben presto che la realtà è diversa e anche lui, come tutti gli altri, dovrà espiare le sue colpe.

## Filmografia
Raskòl'nikov è apparso in molteplici adattamenti cinematografici e televisivi, tra cui:
- 1935: Ho ucciso! (Crime and Punishment) di Josef von Sternberg: Peter Lorre.
- 1963: Delitto e castigo (miniserie TV) di Anton Giulio Majano: Luigi Vannucchi.
- 1969: Delitto e castigo (Преступление и наказание) (URSS) di Lev Kulidzhanov: Georgi Taratorkin.
- 1998: Dostoevsky's Crime and Punishment (film TV): Patrick Dempsey.